# And Winter Came...
And Winter Came... là album phòng thu thứ bảy của ca sĩ kiêm sáng tác nhạc người Ireland Enya, phát hành ngày 7 tháng 11 năm 2008 bởi Warner Bros. Records và Reprise Records. Sau khi thu âm những bài hát Giáng sinh mới cho đĩa mở rộng thứ tư Sounds of the Season: The Enya Collection (2006), Enya dự định thực hiện một đĩa nhạc Giáng sinh gồm những bản nhạc truyền thống, thánh ca và một số sáng tác mới, nhưng kế hoạch sau đó thay đổi thành tuyển tập nhiều bài hát với chủ đề mùa đông để phù hợp với những chất liệu âm nhạc mới được cô phát triển lúc bấy giờ. Được ra mắt sau ba năm kể từ album phòng thu trước Amarantine (2005), And Winter Came... được nhìn nhận như một bản thu âm new-age và nhạc Celtic.
Tương tự như những album trước, đĩa nhạc được thu âm toàn bộ tại Ireland từ năm 2006 đến 2008, trong đó Enya hợp tác với những cộng sự lâu năm như nhà sản xuất kiêm soạn nhạc Nicky Ryan và vợ ông, nhà viết lời Roma Ryan cho đĩa nhạc. Sau khi phát hành, And Winter Came... nhận được những phản ứng tích cực từ các nhà phê bình âm nhạc, những người gọi đây là một tác phẩm nhẹ nhàng và phù hợp với không khí dịp lễ cuối năm. Album cũng gặt hái những thành công đáng kể về mặt thương mại khi lọt vào top 10 tại hơn 21 quốc gia và lãnh thổ, bao gồm vươn đến top 5 ở hầu hết những thị trường nổi bật như Bỉ, Canada, Cộng hòa Séc, Hà Lan, Đức, Hungary, Tây Ban Nha, Thụy Điển và Thụy Sĩ.
And Winter Came... ra mắt ở vị trí thứ tám trên bảng xếp hạng Billboard 200 với 92,000 bản, trở thành đĩa nhạc thứ tư của cô vươn đến top 10 tại Hoa Kỳ. Ngoài ra, album còn đứng đầu bảng xếp hạng Billboard New Age Albums trong 19 tuần và Top Holiday Albums trong một tuần. "Trains and Winter Rains" được chọn làm đĩa đơn duy nhất trích từ And Winter Came... và lọt vào bảng xếp hạng ở một số quốc gia, trong khi "White Is in the Winter Night", "My! My! Time Flies!" và "Dreams Are More Precious" được phát hành dưới dạng đĩa đơn quảng bá trên các nền tảng nhạc số. Để quảng bá album, Enya xuất hiện và trình diễn trên nhiều chương trình truyền hình và lễ trao giải lớn, bao gồm The Alan Titchmarsh Show, Children in Need, Live! with Regis and Kelly và This Morning.

## Danh sách bài hát
Tất cả bài hát do Enya sáng tác và sản xuất bởi Nicky Ryan (trừ nhạc và lời của hai bản nhạc truyền thống "Oíche Chiúin (Chorale)" và "O Come, O Come, Emmanuel", được Enya và Nicky Ryan biên soạn lại), trong khi phần lời do Roma Ryan chắp bút.
| And Winter Came... – Phiên bản tiêu chuẩn | And Winter Came... – Phiên bản tiêu chuẩn | And Winter Came... – Phiên bản tiêu chuẩn |
| STT                                       | Nhan đề                                   | Thời lượng                                |
| ----------------------------------------- | ----------------------------------------- | ----------------------------------------- |
| 1.                                        | "And Winter Came..."                      | 3:15                                      |
| 2.                                        | "Journey of the Angels"                   | 4:47                                      |
| 3.                                        | "White Is in the Winter Night"            | 3:00                                      |
| 4.                                        | "O Come, O Come, Emmanuel"                | 3:40                                      |
| 5.                                        | "Trains and Winter Rains"                 | 3:43                                      |
| 6.                                        | "Dreams Are More Precious"                | 4:25                                      |
| 7.                                        | "Last Time by Moonlight"                  | 3:57                                      |
| 8.                                        | "One Toy Soldier"                         | 3:54                                      |
| 9.                                        | "Stars and Midnight Blue"                 | 3:08                                      |
| 10.                                       | "The Spirit of Christmas Past"            | 4:18                                      |
| 11.                                       | "My! My! Time Flies!"                     | 3:02                                      |
| 12.                                       | "Oíche Chiúin (Chorale)"                  | 3:49                                      |
| Tổng thời lượng:                          | Tổng thời lượng:                          | 45:03                                     |

| And Winter Came... – Phiên bản độc quyền tại Amazon (bản nhạc bổ sung) | And Winter Came... – Phiên bản độc quyền tại Amazon (bản nhạc bổ sung) | And Winter Came... – Phiên bản độc quyền tại Amazon (bản nhạc bổ sung) |
| STT                                                                    | Nhan đề                                                                | Thời lượng                                                             |
| ---------------------------------------------------------------------- | ---------------------------------------------------------------------- | ---------------------------------------------------------------------- |
| 13.                                                                    | "Miraculum"                                                            | 3:53                                                                   |
| Tổng thời lượng:                                                       | Tổng thời lượng:                                                       | 48:56                                                                  |

## Xếp hạng
| Bảng xếp hạng (2008–09)                  | Vị trí cao nhất |
| ---------------------------------------- | --------------- |
| Album Úc (ARIA)                          | 7               |
| Album Áo (Ö3 Austria)                    | 6               |
| Album Bỉ (Ultratop Vlaanderen)           | 1               |
| Album Bỉ (Ultratop Wallonie)             | 2               |
| Album Canada (Billboard)                 | 4               |
| Album Croatia Quốc tế (HDU)              | 20              |
| Album Cộng hòa Séc (ČNS IFPI)            | 2               |
| Album Đan Mạch (Hitlisten)               | 9               |
| Album Hà Lan (Album Top 100)             | 2               |
| Album Châu Âu (Billboard)                | 2               |
| Album Phần Lan (Suomen virallinen lista) | 21              |
| Album Pháp (SNEP)                        | 9               |
| Album Đức (Offizielle Top 100)           | 3               |
| Album Hy Lạp (IFPI)                      | 15              |
| Album Hungaria (MAHASZ)                  | 3               |
| Album Ireland (IRMA)                     | 13              |
| Album Ý (FIMI)                           | 6               |
| Album Nhật Bản (Oricon)                  | 6               |
| Album New Zealand (RMNZ)                 | 9               |
| Album Na Uy (VG-lista)                   | 17              |
| Album Ba Lan (ZPAV)                      | 23              |
| Album Bồ Đào Nha (AFP)                   | 15              |
| Album Tây Ban Nha (PROMUSICAE)           | 2               |
| Album Thụy Điển (Sverigetopplistan)      | 4               |
| Album Thụy Sĩ (Schweizer Hitparade)      | 3               |
| Album Anh Quốc (OCC)                     | 6               |
| Album Hoa Kỳ Billboard 200               | 8               |
| Hoa Kỳ New Age Albums (Billboard)        | 1               |
| Hoa Kỳ Top Holiday Albums (Billboard)    | 1               |

| Bảng xếp hạng (2008)                | Vị trí |
| ----------------------------------- | ------ |
| Album Bỉ (Ultratop Flanders)        | 52     |
| Album Bỉ (Ultratop Wallonia)        | 46     |
| Album Hà Lan (Album Top 100)        | 18     |
| Album Pháp (SNEP)                   | 83     |
| Album Đức (Offizielle Top 100)      | 66     |
| Album Hungaria (MAHASZ)             | 17     |
| Album Ý (FIMI)                      | 60     |
| Album New Zealand (RMNZ)            | 26     |
| Album Tây Ban Nha (PROMUSICAE)      | 41     |
| Album Thụy Điển (Sverigetopplistan) | 23     |
| Album Thụy Sĩ (Schweizer Hitparade) | 24     |
| Album Anh Quốc (OCC)                | 64     |
| Hoa Kỳ New Age Albums (Billboard)   | 2      |
| Album Toàn cầu (IFPI)               | 25     |
| Bảng xếp hạng (2009)                | Vị trí |
| Album Áo (Ö3 Austria)               | 46     |
| Album Bỉ (Ultratop Flanders)        | 46     |
| Album Bỉ (Ultratop Wallonia)        | 38     |
| Album Canada (Billboard)            | 25     |
| Album Hà Lan (Album Top 100)        | 56     |
| Album Châu Âu (Billboard)           | 24     |
| Album Đức (Offizielle Top 100)      | 80     |
| Album Ý (FIMI)                      | 86     |
| Album Thụy Sĩ (Schweizer Hitparade) | 36     |
| Hoa Kỳ Billboard 200                | 56     |
| Hoa Kỳ New Age Albums (Billboard)   | 1      |

| Bảng xếp hạng (2000–2009)         | Vị trí |
| --------------------------------- | ------ |
| Hoa Kỳ New Age Albums (Billboard) | 5      |

## Chứng nhận
| Quốc gia | Chứng nhận | Số đơn vị/doanh số chứng nhận |
| --- | ---------- | ----------------------------- |
| Úc (ARIA) | Bạch kim   | 70.000^                       |
| Áo (IFPI Áo) | Vàng       | 10.000*                       |
| Bỉ (BEA) | Bạch kim   | 30.000*                       |
| Đan Mạch (IFPI Đan Mạch) | Vàng       | 15.000^                       |
| Pháp (SNEP) | Vàng       | 75.000*                       |
| Đức (BVMI) | 3× Vàng    | 450.000‡                      |
| Ireland (IRMA) | Bạch kim   | 15.000^                       |
| Ý (FIMI) | —          | 60,000                        |
| Nhật Bản (RIAJ) | Vàng       | 100.000^                      |
| New Zealand (RMNZ) | Bạch kim   | 15.000^                       |
| Nga (NFPF) | Vàng       | 10.000*                       |
| Tây Ban Nha (PROMUSICAE) | Vàng       | 40.000^                       |
| Thụy Điển (GLF) | Vàng       | 20.000^                       |
| Thụy Sĩ (IFPI) | Bạch kim   | 30.000^                       |
| Anh Quốc (BPI) | Vàng       | 100.000^                      |
| Hoa Kỳ (RIAA) | Vàng       | 920,000                       |
| Tổng hợp |            |                               |
| Châu Âu (IFPI) | Bạch kim   | 1.000.000*                    |
| Toàn cầu | —          | 3,000,000                     |
| * Chứng nhận dựa theo doanh số tiêu thụ. ^ Chứng nhận dựa theo doanh số nhập hàng. ‡ Chứng nhận dựa theo doanh số tiêu thụ và phát trực tuyến. |            |                               |

## Lịch sử phát hành
| Khu vực | Ngày              | Phiên bản            | Định dạng      | Hãng đĩa     | Ct.    |
| ------- | ----------------- | -------------------- | -------------- | ------------ | ------ |
| Nhiều   | 7 tháng 11, 2008  | Tiêu chuẩn           | CD tải nhạc số | Warner Bros. | [ 75 ] |
| Nhiều   | 10 tháng 11, 2008 | Độc quyền tại Amazon | Tải nhạc số    | Warner Bros. | [ 76 ] |
| Hoa Kỳ  | 11 tháng 11, 2008 | Tiêu chuẩn           | CD tải nhạc số | Reprise      | [ 77 ] |
| Hoa Kỳ  | 20 tháng 10, 2017 | Tiêu chuẩn           | LP             | Reprise      | [ 78 ] |
| Châu Âu | 12 tháng 10, 2018 | Tiêu chuẩn           | LP             | Warner Bros. | [ 79 ] |